# Quillota
Quillota är en stad i Aconcaguaflodens dalgång i regionen Valparaíso i Chile. Den är administrativ huvudort i provinsen Quillota. Folkmängden uppgick till cirka 73 000 invånare vid folkräkningen 2017. Quillota bildar tillsammans med näraliggande La Calera och ytterligare områden ett storstadsområde med cirka 150 000 invånare. Quillota ligger cirka 120 kilometer från huvudstaden Santiago, och 60 kilometer från regionens huvudort Valparaíso. Området är ett viktigt jordbrukscenter, med omfattande avokadoodling. Runt Quillota finns betydande jordbruksområden i San Isidro, La Palma, Pocochay och San Pedro.
Områdets jordbruk och landskap beskrevs av Charles Darwin i hans bok The Voyage of the Beagle. I en nationalpark nära Quillota, La Campana nationalpark, finns en minnestavla vid en utsiktspunkt han besökte 1834.
Fotbollsklubben Club Deportivo San Luis de Quillota kommer från Quillota.

## Historia
Aconcaguadalen hade förhållandevis stor folkmängd redan för 2000 år sedan, på grund av den bördiga jorden. Befolkningen, som då bestod av stammarna Bato och Lleo-Lleo, blev senare influerade av Diaguitastammen, som utvecklade kulturen mycket i dalen och är kända för sina lerarbeten, och Mapuchestammen, som senare blev gränsstam i söder mot inkariket. Quillota blev sedan huvudstad i inkaregionen Qullasuyu, den sydligaste regionen i riket.
Diego de Almagro anlände till dalen 1536. Inkaspejare skickade honom till en vacker och brukbar dal, där ”Quillotas” bodde. Almagro gillade dalen, men han letade efter guld, och eftersom han inte hittade något återvände han till Peru. Han blev senare avrättad i Peru.
År 1540 anlände Pedro de Valdivia till Chile, med titeln ”Chiles guvernör”. Han anlade jordbruk och byggde hus, mestadels för slavarna och indianerna som arbetade åt honom. Nästan all mark som dagens Quillota finns på tillhörde honom. Han grundade senare huvudstaden Santiago de Chile.
Först 11 november 1717 grundades själva staden och fick då namnet la Villa de San Martín de la Concha del Valle de Quillota', av guvernören Don José de Santiago Concha y Salvatierra och biskopen Luis Romero.